# Gzowo (gmina)
Gzowo (od 1973 Pokrzywnica) – dawna gmina wiejska istniejąca do 1954 roku w woj. warszawskim. Nazwa gminy pochodzi od wsi Gzowo, lecz siedzibą władz gminy był Dzierżenin.
Od 1867 gmina Gzowo należała do powiatu pułtuskiego. 16 marca 1916, w związku z reorganizacją administracyjną terenów Królestwa Polskiego pod okupacją niemiecką podczas I wojny światowej, od gminy Gzowo odłączono wsie Budy Pobyłkowskie, Wólka Zaleska i Zalesie Borowe, włączając je do powiatu warszawskiego, gdzie zostały przyłączona do gminy Zegrze (większą część gminy Zegrze włączono tego samego dnia do powiatu warszawskiego z powiatu pułtuskiego). Po odzyskaniu przez Polskę niepodległości w woj. warszawskim, Budy Pobyłkowskie, Wólka Zaleska i Zalesie Borowe zachowały przynależność do gminy Zegrze, którą jednak włączono z powrotem do powiatu pułtuskiego.
W okresie międzywojennym gmina Gzowo należała do powiatu pułtuskiego w woj. warszawskim. 1 kwietnia 1939 z gminy Gzowo wyłączono gromadę Łęcino, włączając ją do gminy Zatory.
Po wojnie gmina zachowała przynależność administracyjną. Według stanu z 1 lipca 1952 roku gmina składała się z 41 gromad. 
Gminę zniesiono 29 września 1954 roku wraz z reformą wprowadzającą gromady w miejsce gmin. Jednostki nie przywrócono 1 stycznia 1973 roku po reaktywowaniu gmin, utworzono natomiast jej terytorialny odpowiednik, gminę Pokrzywnica.